# Журнализация изменений проекта
Журнализа́ция измене́ний прое́кта (англ. changelog) представляет собой программное протоколирование изменений, вносимых в большой проект. Таким проектом может быть веб-сайт или проект программного обеспечения. Обычно записи журнала изменений содержат информацию об исправлении ошибок, о новых возможностях и т.д. Большинство проектов с открытым кодом содержат журнал изменений, как один из файлов верхнего уровня.
Каноническим именем для файлов изменений является ChangeLog, но иногда его называют CHANGES или HISTORY (NEWS обычно называют файлы, отражающие изменения версий, а не протоколирование изменений). Некоторые программы сопровождения проектов добавляют к имени файла суффикс .txt.
Некоторые системы управления версиями способны генерировать соответствующую информацию, которая подходит для журнализации изменений.

## Формат
Файлы изменений организованы в соответствии с пунктами, которые определяют уникальные изменения в функции или файле. Большинство файлов изменений имеют следующий формат:
```
YYYY-MM-DD  John Doe  <johndoe@example.com>

    * myfile.ext (myfunction): my changes made
    additional changes

    * myfile.ext (unrelated_change): my changes made
    to myfile.ext but completely unrelated to the above

    * anotherfile.ext (somefunction): more changes

```

Обратите внимание, что между датой и именем и затем между именем и адресом электронной почты есть пробелы. Правилом являются также заключений адреса электронной почты в кавычки < и >. Такие дополнительные записи в журнал изменений добавляет редактор Emacs.

## Журнализация изменений в Википедии
Большинство программного обеспечения проекта Wiki включает журнал изменений как основополагающую характеристику (часто он в этом контексте называется историей). Так, например, ссылка «История» в верхней части окна Википедии позволяет перейти на страницу журнала изменений данной статьи. Эта функция жизненно важна для соблюдения требований атрибуции некоторых авторских лицензий.